# International Press
International Press es un diario fundado por inmigrantes hispanoamericanos en Japón y dirigido primordialmente a los nikkei, tanto para los emigrados como para los que siguen habitando en la hispanosfera. Actualmente cuenta con ediciones en español y portugués, así como su versión en línea.

## Contexto
Las poblaciones de hispanoamericanos de origen japonés que volvieron a Japón, provenientes principalmente de Argentina, Bolivia, Colombia, Paraguay y Perú, no deseaban perder la conexión cultural con el mundo hispano, y también mantener informado de noticias de Japón a hispanos de origen japonés que no manejaban el idioma japonés como lengua materna.

## Historia
Su circulación comenzó el 10 de abril de 1994 con 20 000 en tiendas que vendían productos latinoamericanos en las prefecturas japonesas. El 15 de septiembre de 1991 el diario saca su versión en idioma portugués que era distribuido por International Press Japan, una rama autónoma liderada por Yoshio Muranaga y dedicada a los nikkei brasileños, más adelante en la edición hispana se incluye a los nikkei españoles.
En 2017 International Press es adquirido por Japan World Content, pero mantiene su objetivo de ser un diario japonés para nikkeis en Iberoamérica. Varios de sus periodistas trabajaron en Radio Programas del Perú y NHK World Radio Japón.
Según Google Analytics, mensualmente cuenta con 1.400.000 vistas, en las dos lenguas.

### Editores
- Chelo Álvarez (España)[1]
- Pablo Lores Kanto (Perú)[1]
- Javier de Esteban Baquedano (España)[1]
- Luis Álvarez Silva (Perú)[1]